# Jaguaré (São Paulo)
Jaguaré est un district situé à la zone ouest de la ville de São Paulo et est administré par la mairie régionale de Lapa, il a une superficie d'environ 6,6 km² et une population de 42 400 habitants, relativement hétérogène et de classe moyenne la plupart. Il est limité aux quartiers de São Paulo de Vila Leopoldina, Alto de Pinheiros, Butantã et Rio Pequeno, et à la zone centre-sud de la municipalité d'Osasco.
Le district de Jaguaré est composé des quartiers suivants : Centro Industrial do Jaguaré, Super Quadra Jaguaré, Vila Nova Jaguaré, Parque Continental, Vila Graziela, Vila Jaguaré et Vila Lageado. Le Mirante do Jaguaré, qui est classé par le pouvoir public municipal, et le Musée de la technologie de São Paulo, à proximité de la Cité universitaire, sont situés dans le quartier.
Le quartier borde les quartiers suivants : Vila Leopoldina, Alto de Pinheiros, Butantã, Rio Pequeno et Osasco. C'est également l'un des quartiers qui reçoit l'autoroute Raposo Tavares.
Le quartier Jaguaré a été conçu et construit par l'ingénieur Henrique Dumont Villares en 1935. Propriétaire de la Sociedade Imobiliária Jaguaré, Villares a divisé la région en zones résidentielles, commerciales et industrielles, et a encouragé son occupation, consolidée après la construction du pont de Jaguaré, sur la rivière Pinheiros. Dans les décennies suivantes, il attire des centaines d'usines, ce qui en fait l'un des quartiers les plus industrialisés de la commune. La faible croissance économique enregistrée dans les années 1980 a profondément affecté le district, qui a perdu la plupart de ses entreprises. Il reste cependant à ce jour un centre industriel important, tout en témoignant en même temps de la croissance du troisième secteur. Ces dernières années, il y a eu des investissements dans le secteur immobilier, qui ont commencé à encourager la verticalisation des zones résidentielles, encore majoritairement composées de maisons à un étage et de maisons à deux étages.

## Histoire

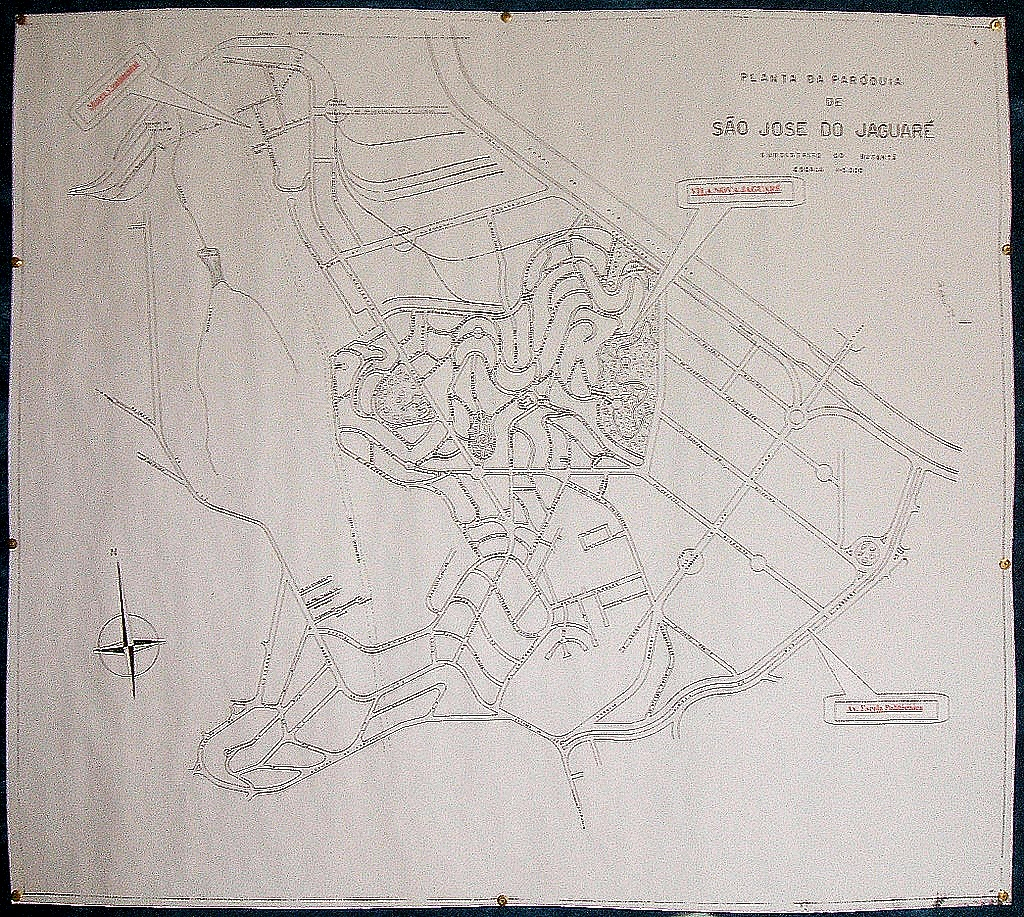
Projet urbanistique par Henrique Dumont Villares pour Jaguaré.

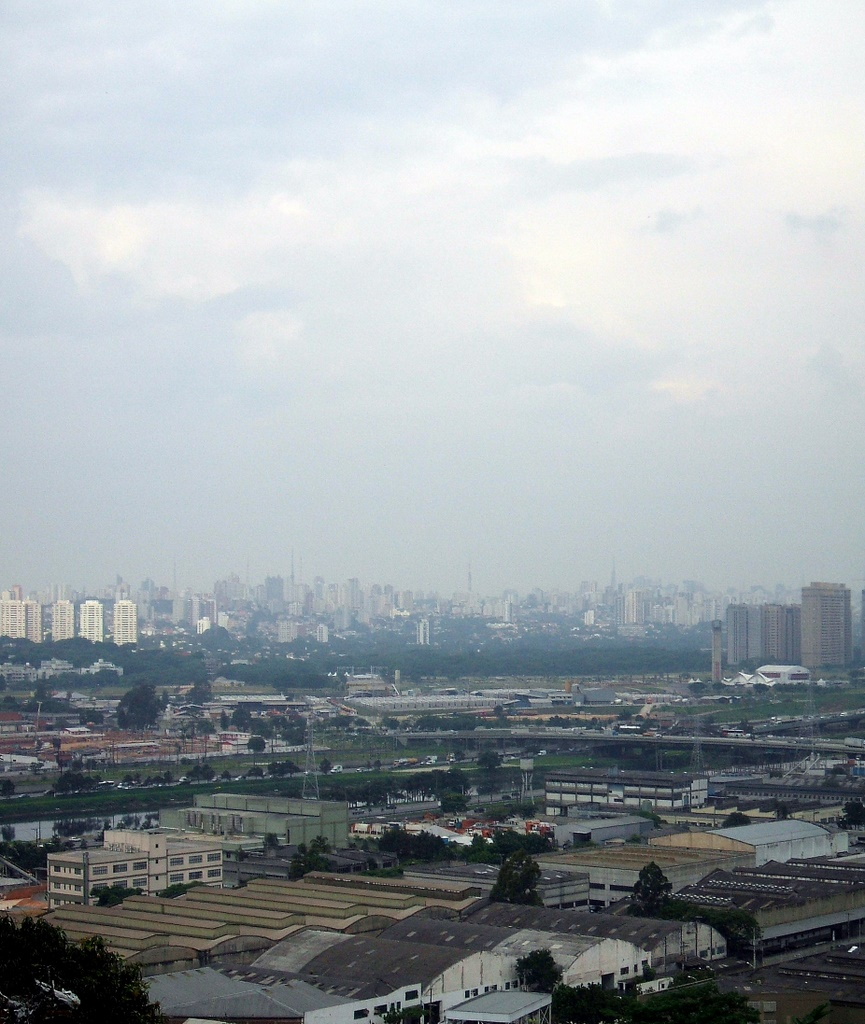
Vue de Centro Industrial Jaguaré

Jaguaré était l'une des nombreuses zones rurales situées au-delà des rivières Tietê et Pinheiros dont l'occupation et l'exploitation n'ont commencé qu'après la croissance expressive du parc industriel de São Paulo et l'explosion démographique dont la municipalité a été témoin à partir des premières décennies du XXe siècle. Vers 1925, quelques immigrés européens se retrouvent installés aux abords du futur quartier, occupés par des fermes, des sites et des chácaras. La région qui comprend Jaguaré elle-même était une grande ferme de 165 alqueires, appartenant à Companhia Suburbana Paulista, une société responsable pour le lotissement des terres, fondée par Ramos de Azevedo. Le nom "Jaguaré" est dû au ruisseau homonyme, qui a commencé à Osasco et a traversé la région jusqu'à ce qu'il se jette dans la rivière Pinheiros. Il y a trois hypothèses pour la signification de "Jaguar" :
- aurait son origine chez les Tupi-Guarani et signifierait « endroit où il y a des jaguars », en référence aux félins (en Tupi-Guarani, « jaguar », ou « jaguaretê ») qui peuplaient les forêts de cette région ;
- aurait son origine dans le Tupi ancien îagûarema, qui signifie « chien puant » (îagûara, chien et rema, puant)[5] ;
- désignerait une espèce animale[5],[6].

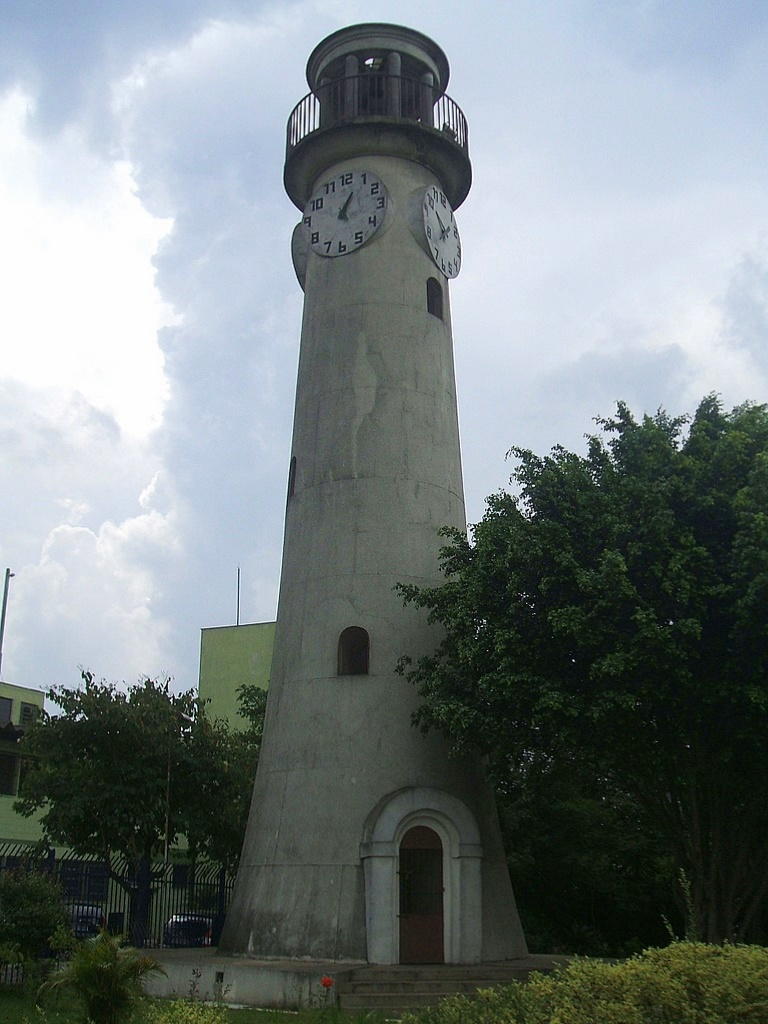
Tour de l'horloge de Jaguare

En 1935, la ferme est acquise par la Sociedade Imobiliária do Jaguaré, société créée par Henrique Dumont Villares, ingénieur agronome formé en Belgique, neveu et filleul de Santos-Dumont. Henrique Dumont Villares a conçu un projet d'urbanisation pour la région, en la divisant en zones résidentielles, commerciales et industrielles. Les rues ont été dessinées de manière que le centre commercial soit entouré de résidences et celles-ci d'industries. Ils ont été construites 42 places et plusieurs maisons pour les employés de l'entreprise. Au point culminant de Jaguaré, il y avait un belvédère doté d'une tour avec une horloge et un clocher, dont la fonction était de servir de symbole au nouveau quartier. Le ruisseau Jaguaré est canalisé et la voirie est aménagée.

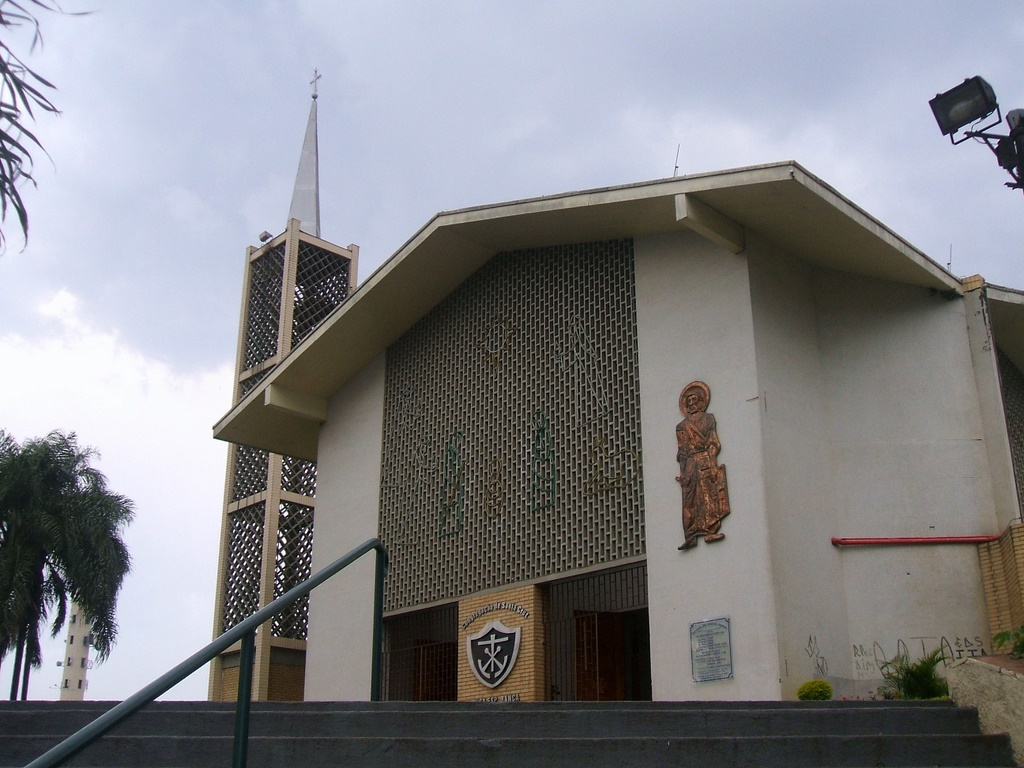
Église São José do Jaguaré

Cependant, depuis la phase de mise en œuvre du projet, la Pinheiros constituait déjà une barrière naturelle qui limitait la circulation des personnes et entravait le projet d'installation d'un centre industriel dans la région. En 1940, pour résoudre le problème, Henrique Dumont Villares fit don, à la mairie, d'un montant de 700 réis à investir dans la construction du pont de Jaguaré, reliant le quartier à la région également naissante de Vila Leopoldina et, plus tard, à Lapa. Le Grupo Matarazzo a été le premier à installer une usine dans la région. Avec l'achèvement du pont, dans les années 1940, des dizaines d'autres industries vont s'installer à Jaguaré, favorisant l'implantation d'employés et de commerçants et initiant une période de grande croissance économique et démographique. Au milieu du XXe siècle, le quartier était déjà considéré comme l'un des plus industrialisés de la ville, avec plus de 125 petites, moyennes et grandes usines et industries.

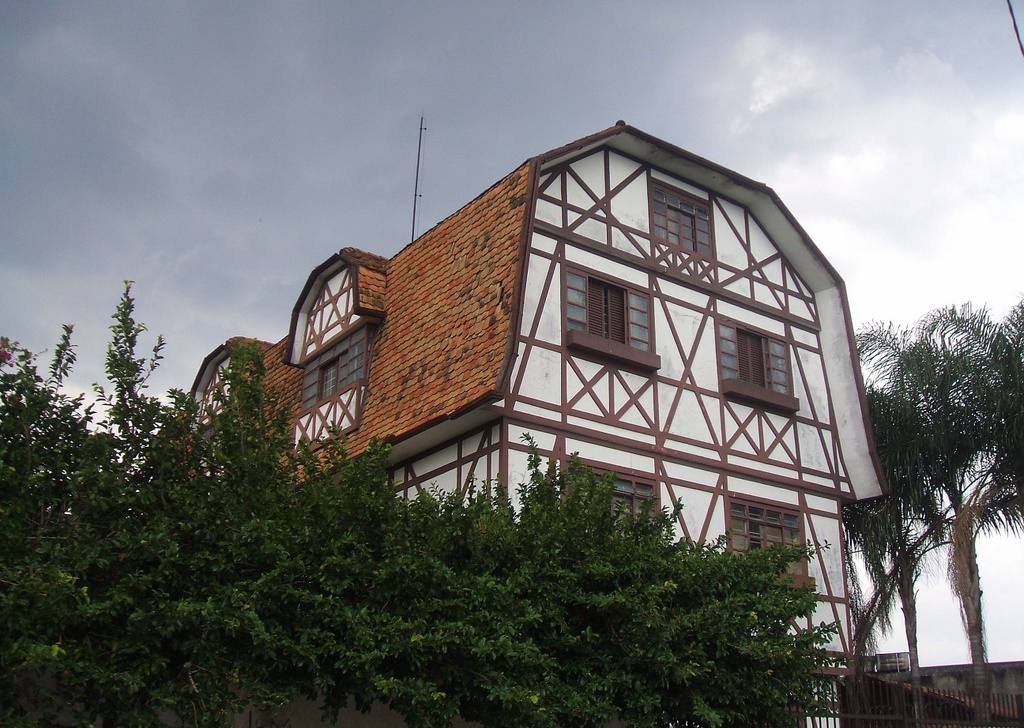
Ancienne sous-station électrique à Alto do Jaguaré

En 1945, un groupe de missionnaires canadiens fonde l'église São José do Jaguaré, la première du quartier, et en 1947, en partenariat avec les prêtres de la Congrégation de Sainte-Croix, Henrique Dumont fonde l'Externato Jaguaré, le premier collège de la congrégation du pays, à la mi-1975, elle est devenue l'école publique de première et deuxième années Henrique Dumont Villares, avec 8 salles de classe et 3 équipes (matin, après-midi et nuit), devenant ainsi la première école publique du quartier. Henrique Dumont a également fait don d'une surface d'environ 150 000 mètres carrés à la mairie afin qu'un espace de loisirs puisse y être aménagé. L'espace, cependant, n'a jamais été utilisé et a commencé à être envahi à partir des années 1960 et 1970, avec l'intensification de la migration vers São Paulo. Aujourd'hui, la zone constitue la favela Vila Nova Jaguaré. Avec 12 000 habitants, elle est considérée comme la plus grande du secteur en zone continue (sans rues pavées).
Au cours des décennies suivantes, l'expansion de la région s'est poursuivie et de nouveaux quartiers ont été intégrés au quartier, tels que Parque Continental (à la frontière avec Osasco), Vila Graziela, Vila Lageado et Conjunto Butantã. La longue période de récession économique qui a commencé dans les années 1970 et s'est aggravée dans les années 1980 a cependant profondément affecté le quartier, avec le départ et la fermeture de plusieurs entreprises. Malgré cela, Jaguaré reste un pôle industriel important : en 2000, le quartier enregistrait la présence de 156 industries, qui représentaient ensemble plus de 8 500 emplois directs - plus que le commerce (3 149) et le secteur des services (6 126). Cependant, la participation du secteur tertiaire à l'économie du quartier est croissante : en 1975 est inauguré le Shopping Continental, premier centre commercial de la région, et de grands projets immobiliers ont influencé la verticalisation de certains quartiers de Jaguaré, où, en en général, les maisons à un étage et les maisons à deux étages prédominent.

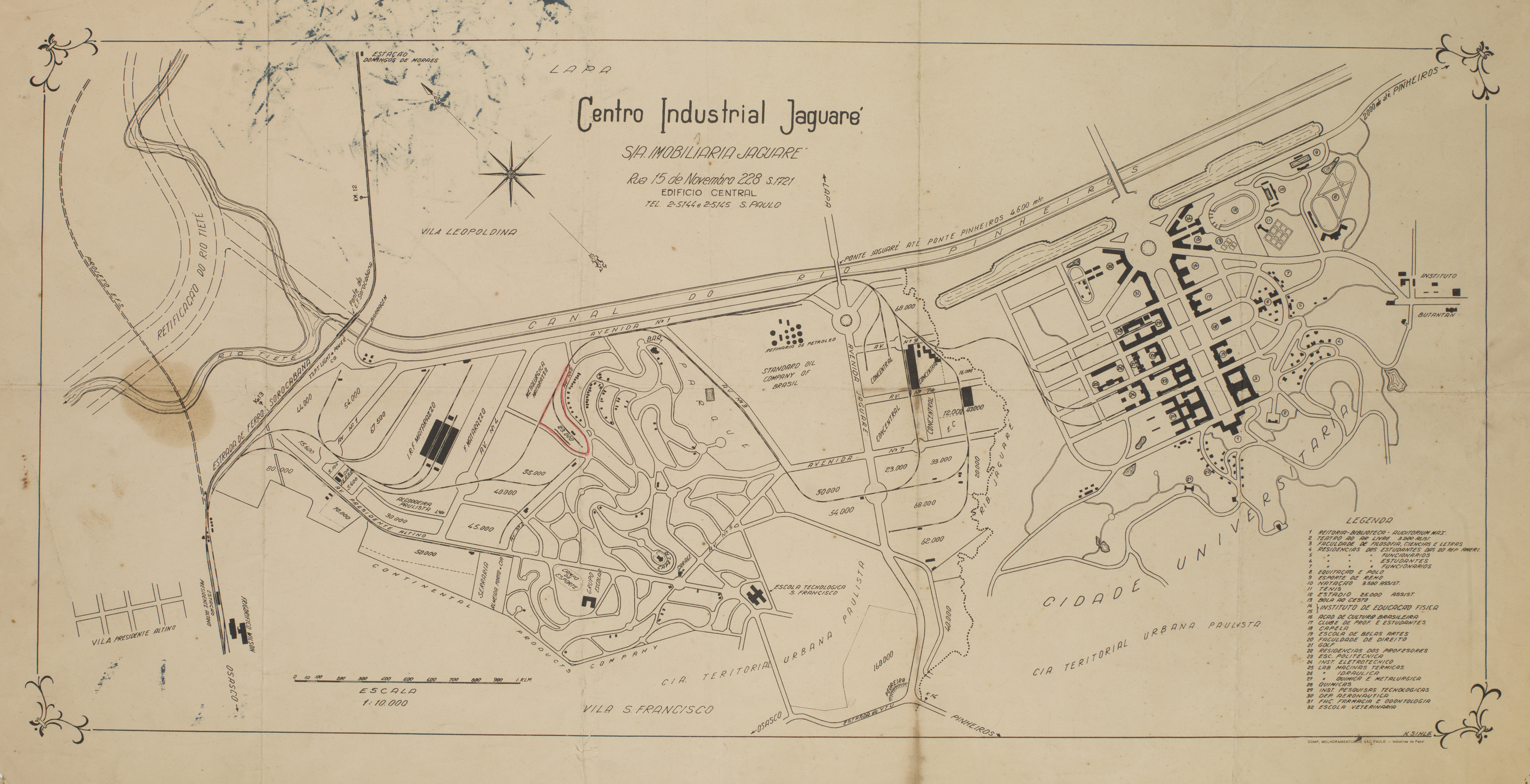
Plante de Centro Industrial do Jaguaré